# Liolaemus ruibali
Liolaemus ruibali är en ödleart som beskrevs av  Donoso-barros 1961. Liolaemus ruibali ingår i släktet Liolaemus och familjen Tropiduridae. Inga underarter finns listade i Catalogue of Life.